# Olly Alexander
Oliver Alexander Thornton, mer känd som Olly Alexander, född 15 juli 1990 i Harrogate, North Yorkshire, är en brittisk skådespelare, musiker, sångare, låtskrivare och HBTQ-förespråkare.  
Han var med och grundade det elektroniska bandet Years & Years 2010 och var dess sångare och frontman. År 2021 meddelade bandet att Alexander skulle fortsätta driva Years & Years som ett soloprojekt vilket han gjorde fram tills 2023 då han gick över till att skapa musik under sitt eget namn. Olly Alexander representerade Storbritannien i Eurovision Song Contest 2024 med låten "Dizzy". 
Olly Alexander debuterade som skådespelare 2008 och har bland annat haft roller i långfilmer som Bright Star (2010) och The Riot Club (2014).
Han har haft ett förhållande med Neil Milan Amin-Smith, före detta violinist i Clean Bandit.

## Filmografi i urval
- 2009 – Bright Star
- 2010 – Gullivers resor
- 2010 – Enter the Void
- 2013 – Le Week-End
- 2013 – Skins (TV-serie)
- 2014 – Penny Dreadful (TV-serie)
- 2014 – The Riot Club